# Напет шоу
Напет шоу је пети студијски албум српског репера Марчела. Албум се састоји од 19 нумера и издат је 1. октобра 2014. године. Заједно са албумом издата је и књига под истим називом. Књига и диск су свакако нераздвојива целина.

## Списак нумера
1. Шанкеру
2. Мук
3. Лаж
4. 20 000
5. Химна Маршала Мита
6. (breaking news)
7. Шурда
8. Тунел
9. Тотално
10. (Мамурлук)
11. Компликовани
12. Баба
13. Опајдерско коло
14. Чеп
15. Пегла
16. Стомак
17. Шапут
18. Данас нећу написати ништа
19. Кавез

## Спољашне везе
Напет шоу на јутјубу